# Rurange-lès-Thionville
Rurange-lès-Thionville – miejscowość i gmina we Francji, w regionie Grand Est, w departamencie Mozela.
Według danych na rok 1990 gminę zamieszkiwało 1 560 osób, a gęstość zaludnienia wynosiła 176 osób/km² (wśród 2335 gmin Lotaryngii Rurange-lès-Thionville plasuje się na 264. miejscu pod względem liczby ludności, natomiast pod względem powierzchni na miejscu 676.).